# Eurydice binda
Eurydice binda är en kräftdjursart som beskrevs av Bruce 1986. Eurydice binda ingår i släktet Eurydice och familjen Cirolanidae. Inga underarter finns listade i Catalogue of Life.